# Varejo eletrônico
O  varejo eletrônico  é a venda direta (B2C) em vitrinas ou lojas virtuais, projetadas em geral no formato de catálogo eletrônico. Empresas vendem para outras empresas (B2B), normalmente concedendo-lhes atraentes descontos para a compra de grandes quantidades.
A Web oferece uma variedade de produtos e serviços, mesmo aqueles mais incomuns, em geral a preços mais baixos. Além disso, nela se torna mais fácil e rápido conseguir informações detalhadas a respeito dos artigos pretendidos, bem como pesquisar e comparar variedade e preços dos itens procurados. Os compradores têm, igualmente, condições de comunicar-se e interagir com vendedores e outros consumidores.

## Vitrinas e Centros de Compra
No varejo eletrônico existem vários canais de vendas: vitrinas isoladas, portais de compras e multicentros.

### Lojas Virtuais
As lojas virtuais isoladas mantêm seu próprio nome na Internet e site da Web. Podem ou não ser afiliadas a shoppings virtuais. As lojas virtuais muitas vezes constituem extensões de empresas tradicionais, como ocorre, entre outras, com  Disney Online, The Sharper Image e Wal-Mart Online . Há também empreendimentos lançados por investidores que, tendo divisado na Web um nicho totalmente novo de negócios, buscam ocupar esse espaço antes que outros o façam. Exemplos de sites pioneiros são wine.com, amazon.com e hothotthot.com . Existem dois tipos de lojas: generalistas e especializadas. As especializadas vendem exclusivamente um produto, ou poucos. As generalistas colocam à disposição dos clientes inúmeras atrações. A Amazon.com foi lançada com um empreendimento especializado em livros, mas logo se tornou generalista.

### Shoppings virtuais
Um shopping virtual ( e-mall , ou cybermall ) é um conjunto de lojas operando em um endereço da Internet. A ideia básica de um e-mall é a mesma de um shopping Center convencional: proporcionar, em uma única escala para compras, infinidades de produtos e serviços. Com um único clique, o navegador da web se transforma em um comprador em potencial ao explorar os shoppings virtuais. Da mesma forma que nos shoppings centers convencionais, um estabelecimento instalado em um e-mall  abre mão de parte de sua independência: seu sucesso vai depender da aceitação, pelo público, do conjunto das lojas, mais que do próprio esforço deste estabelecimento. A vantagem é que o e-mall acaba atraindo, também para esse estabelecimento, clientes potenciais que de outra forma jamais teriam entrado em sua loja.

### Portais de Compras
Diversos portais na internet oferecem extensivos serviços de compras. Alguns deles:  shopping.yahoo.com, aol.com/shopping, eshpmsn.com e shopping.altavista.com . A maioria das compras nesses portais é feita por assinantes do serviço. Trata-se de um serviço basicamente de referência.

### Meta-shoppings
Na tentativa de facilitar ainda mais as compras, o passo à frente mais lógico é proporcionar compras de escala única em shoppings múltiplos. Esse é o conceito básico dos meta-shoppings. Eles proporcionam aos usuários a realização de compras em variados shoppings com a utilização de um mecanismo de busca de artigos desejados. Além disso, os usuários podem concentrar em pagamento único as compras realizadas nos diferentes centros, o que configura um sistema altamente seguro. Os  meta-shoppings  oferecem ainda outros serviços, como os de comparação de preços e da busca de produtos alternativos. Um exemplo de pioneirismo em meta-shoppings é o da Metaland, da Coreia do Sul (metaland.com), patrocinada por grandes lojas de departamentos, bancos e indústrias.

## O que as pessoas mais compramonline?
Os produtos mais vendidos online são: computadores e outros produtos de informática, livros e revistas, Cds, filmes, vídeos, roupas e sapatos, brinquedos e alimentos. Os serviços vendidos com maior freqüência  online  são: viagens, corretagem de ações e títulos, serviços bancários, seguros, agência de empregos.

## Venda diretaversusUso de intermediários
O Comércio eletrônico  empresa-a-consumidor  (B2C) pode ser efetuado basicamente de duas formas:
1. As empresas vendem diretamente do fabricante ou prestador de serviços para o consumidor; aqueles que vendem diretamente, em geral, usam, uma loja virtual ou um local de leilões baseado na empresa.
2. As empresas utilizam um intermediário – por exemplo, um shopping virtual.

### Vendendo diretamente ao consumidor
Algumas empresas vendem há anos diretamente ao consumidor, evitando os distribuidores. A Fuller Brush e a Avon são exemplos disso. Um caso mais recente é o da Dell, que vende computadores diretamente aos consumidores. No entanto, a maioria das empresas utiliza distribuidores e varejistas, vendo nesses canais a melhor forma de atingir um grande número de clientes. Há também empresas que se utilizam dos dois métodos. Com o advento da televisão e do telemarketing, mais empresas passam para o marketing direto, evitando o alto custo dos intermediários. O marketing direto tem outra vantagem – a possibilidade de personalizar produtos e serviços. A Dell Computer é um exemplo de empresa que utilizou com sucesso esse tipo de marketing.
A internet oferece uma oportunidade sem precedentes de vender diretamente aos consumidores. E é verdade que muitas, como a Dell, foram bem-sucedidas nas vendas diretas. Outros exemplos,  são a happypuppy.com, que começou como um canal de venda de jogos eletrônicos desenvolvidos pelos fundadores da empresa, e a hothothto.com, que se lançou com a venda de molhos apimentados de fabricação própria. Em ambos os casos, as empresas tronaram-se varejistas virtuais, ou varejos eletrônicos, vendendo também produtos de terceiros.

## Intermediários Eletrônicos
Grande parte do volume do B2C é gerada pelo uso de intermediários eletrônicos, que vendem online os produtos (ou serviços) de terceiros. Vender por meio de varejistas supera o conflito de canais mencionado acima. Existem dois tiois de intermediários online:
1. Varejistas eletrônicos exclusivamente online, como a Amazon.com e a CDNOW;
2. Os varejistas click-and-mortar, com lojas reais e virtuais, que vendem tanto online quanto offline.

### Varejos eletrônicos
A sensação que o comércio na internet provocou, a partir de 1995, ganhou ampla cobertura na mídia e despertou colossais expectativas. Histórias sobre varejos eletrônicos, cujo faturamento dobrou em questão de alguns meses de participação da nova onda, serviram de incentivo a milhares de outros empreendedores na criação de um número cada vez maior de varejos virtuais, com o suporte de capitais de risco que pareciam inesgotáveis. Várias empresas tiveram sucesso nos esforços para conquistar uma significativa fatia do mercado eletrônico.

### O shopping click-and-mortar
Um grande número de tradicionais varejistas convencionais (com lojas somente brick-and-mortar), ou de tijolos e argamassa, sinônimo de empresa física, tradicional) passou a se interessar pelo comércio via Internet e a nele se instalar. Nesses casos, a operação online concorre com o negócio offline, o que abre a possibilidade de conflitos na alocação de recursos e precificação de produtos.

## A integração do comércio eletrônico no sistema econômico
O Comércio eletrônico avança para se transformar em um divisor de águas na maneira de fazer negócios, com isso igualmente produzindo a natural resistência à mudança entre aqueles mais diretamente atingidos pro semelhante processo – funcionários, vendedores e também clientes. Reciclagem treinamento e constante divulgação de longo prazo sobre a inevitabilidade do processo são as melhores soluções para tal problema.
O varejo eletrônico precisa passar a ser parte integrante do ambiente tradicional de negócios. São partes importantes dessa integração o planejamento, a concorrência com outros projetos pelos recursos das empresas e a interface do comércio eletrônico com bancos de dados, outras aplicações da TI e a infra-estrutura.